# McLeannans miervogel
De McLeannans miervogel (Phaenostictus mcleannani) is een zangvogel uit de familie Thamnophilidae (miervogels). Deze vogel is genoemd naar zijn ontdekker, de Amerikaanse ingenieur James McLeannan die tijdens zijn werk aan de Panamaspoorweg een groot aantal vogels langs die route heeft verzameld.

## Verspreiding en leefgebied
Deze soort komt voor van Honduras tot Ecuador en telt drie ondersoorten:
- P. m. saturatus: van oostelijk Honduras tot westelijk Panama.
- P. m. mcleannani: oostelijk Panama en noordwestelijk Colombia.
- P. m. pacificus: zuidwestelijk Colombia en noordwestelijk Ecuador.

## Status
De grootte van de populatie is niet gekwantificeerd maar de soort wordt omschreven als schaars. Op de Rode lijst van de IUCN heeft deze soort de status niet bedreigd.